# غرفة العين الخلفية
غُرفة العين الخَلفية (بالإنجليزية: Posterior chamber of eyeball)‏ هيَ مساحة ضيقة تتواجد خَلف الجُزء الطَرفي للقزحية وَأمام الرِباط المُعلق للعَدسة وَالنواتئ الهُدبية، وَتُعتبر غرفة العين الخلفية جُزء من أجزاء قطعة العين الأمامية، وَينبغي التمييز بينها وبين الغُرفة الزجاجية الموجودة في قطعة العين الخلفية.

## روابط خارجية
- شكل تشريحي: 29:05-11 على موقع مركز سوني دونستات الطبي (تشريح بشري عبر الإنترنت).
- أطلس تشريح جامعة ميشيغان eye_2 - "Sagittal Section Through the Eyeball"